# El Terrero, Chilapa de Álvarez
El Terrero är en ort i Mexiko.   Den ligger i kommunen Chilapa de Álvarez och delstaten Guerrero, i den södra delen av landet, 200 km söder om huvudstaden Mexico City. El Terrero ligger 1 426 meter över havet och antalet invånare är 392.
Terrängen runt El Terrero är huvudsakligen kuperad, men norrut är den bergig. El Terrero ligger nere i en dal. Runt El Terrero är det ganska glesbefolkat, med 42 invånare per kvadratkilometer. Närmaste större samhälle är Chilapa de Alvarez, 2,1 km väster om El Terrero. Omgivningarna runt El Terrero är en mosaik av jordbruksmark och naturlig växtlighet.